# Mexacanthus mcvaughii
Mexacanthus es un género monotípico de fanerógamas perteneciente a la familia Acanthaceae. Su única especie: Mexacanthus mcvaughii T.F.Daniel, es originaria de México.

## Taxonomía
Mexacanthus mcvaughii fue descrita por el botánico  y profesor estadounidense; Thomas Franklin Daniel y publicado en Systematic Botany 6(3): 288–293, f. 1–3, en el año 1981.